# Cotonopsis phuketensis
Cotonopsis phuketensis is een slakkensoort uit de familie van de Columbellidae. De wetenschappelijke naam van de soort is voor het eerst geldig gepubliceerd in 1998 door Kosuge, Roussy & Muangman.